# 髙山成年
髙山 成年（たかやま なりとし、1971年〈昭和46年〉9月15日 - ）は、日本の農林水産官僚。

## 来歴
鹿児島県鹿屋市出身。1995年（平成7年）3月、東京大学法学部を卒業。同年4月、農林水産省に入省。入省後、生産局農産部農産企画課食糧調査官、在アメリカ合衆国日本国大使館一等書記官、同参事官、農林水産省大臣官房政策課上席企画官、内閣官房内閣参事官（内閣官房副長官補付）、生産局農産部食肉鶏卵課長、畜産局食肉鶏卵課長、輸出・国際局総務課長、農林水産省大臣官房政策課長などを歴任。
2024年（令和6年）7月5日、農林水産省大臣官房輸出促進審議官兼輸出・国際局付に就任。
2025年（令和7年）7月1日、経済産業省大臣官房審議官（通商政策局・農林水産品輸出担当）に就任。

## 年譜
- 1995年（平成7年）
  - 3月 - 東京大学法学部卒業[1]
  - 4月 - 農林水産省入省[1]
- 2012年（平成24年）4月 - 農林水産省生産局農産部農産企画課食糧調査官[1]
- 2013年（平成25年）
  - 4月 - 農林水産省生産局農産部農産企画課付[1]
  - 5月 - 在アメリカ合衆国日本国大使館一等書記官[1]
- 2014年（平成26年）4月 - 在アメリカ合衆国日本国大使館参事官[1]
- 2016年（平成28年）7月 - 農林水産省大臣官房政策課上席企画官[1]
- 2017年（平成29年）7月 - 内閣官房内閣参事官（内閣官房副長官補付）[1]
- 2020年（令和2年）8月 - 農林水産省生産局農産部食肉鶏卵課長[1]
- 2021年（令和3年）7月 - 農林水産省畜産局食肉鶏卵課長[1]
- 2022年（令和4年）7月 - 農林水産省輸出・国際局総務課長[1]
- 2023年（令和5年）7月 - 農林水産省大臣官房政策課長[1]
- 2024年（令和6年）7月 - 農林水産省大臣官房輸出促進審議官兼輸出・国際局付[1][5]
- 2025年（令和7年）7月 - 経済産業省大臣官房審議官（通商政策局・農林水産品輸出担当）[3][4]